# Nelspruit
Nelspruit és una ciutat de 221.474 habitants (2000) situada al nord-est de Sud-àfrica. És la capital de la província de Mpumalanga (antigament Transvaal oriental). Situada sobre el riu Limpopo (anomenada Krokodil en Afrikaans), Nelspruit es troba a uns 100 quilòmetres (60 milles) a l'oest de la frontera amb Moçambic i a 330 quilòmetres (205 milles) a l'est de Johannesburg. La ciutat més propera és KaNyamazane, a pocs quilòmetres a l'est de Nelspruit.